# 師岡屋伊兵衛
師岡屋 伊兵衛（もろおかや いへえ、生没年不詳）は幕末から明治時代にかけての横浜にあった地本問屋。横浜に居を構えた唯一の版元。

## 来歴
日新堂と号す。文久か慶応から明治期に横浜弁天通5丁目で営業していた。横浜絵の版元であり、横浜における版元として唯一の代表的な存在であった。歌川芳虎、初代立祥、永林信実の錦絵を出版している。

## 作品
- 歌川芳虎 『武州横浜八景之内 岩亀楼夜の雨』 大判 錦絵 文久1年
- 立祥 『横浜高台英役館全図』 大判3枚続 錦絵 慶応3年‐明治2年
- 立祥  『横浜本町海岸仏郎斯（フランス）役館之全図』 大判3枚続 錦絵 慶応3年‐明治2年
- 永林信実 『横浜名所之内 大日本横浜根岸万国人競馬興行ノ図』 大判 明治5年